# 101
Secole: Secolul I - Secolul al II-lea - Secolul al III-lea
Decenii: Anii 50 Anii 60 Anii 70 Anii 80 Anii 90 - Anii 100 - Anii 110 Anii 120 Anii 130 Anii 140 Anii 150
Ani: 96 | 97 | 98 | 99 | 100 | 101 | 102 | 103 | 104 | 105

## Evenimente
- Primul război daco-roman. A Doua Bătălie de la Tapae. Prima campanie de cucerire a Daciei de către Traian, încheiată nedecisiv.